# Kyselina pentadecylová
Kyselina pentadecylová[zdroj?] (systematický název kyselina pentadekanová) je v přírodě se vyskytující nasycená mastná kyselina se vzorcem CH3(CH2)13COOH. Tvoří asi 1,2 % tuku kravského mléka, které je z hlediska výživy jejím hlavním zdrojem. Rovněž se vyskytuje v hydrogenovaném skopovém tuku.
Kyselina pentadekanová také snižuje riziko přenosu viru HIV z matky na dítě během kojení.